# Jenynsia lineata
Jenynsia lineata és una espècie de peix pertanyent a la família dels anablèpids.

## Descripció
- Pot arribar a fer 5,5 cm de llargària màxima.
- 9 radis tous a l'aleta dorsal.
- 9 radis tous a l'aleta anal.
- Aletes sense color.
- Els mascles són molt més esvelts i petits que les femelles.
- Ambdós gèneres presenten gairebé la mateixa coloració.[4][5]

## Reproducció
És vivípar.

## Hàbitat
És un peix d'aigua dolça, bentopelàgic i de clima subtropical (18 °C-23 °C).

## Distribució geogràfica
Es troba a Sud-amèrica: l'Argentina, el Brasil i l'Uruguai.

## Observacions
És inofensiu per als humans.